# حق المساهم

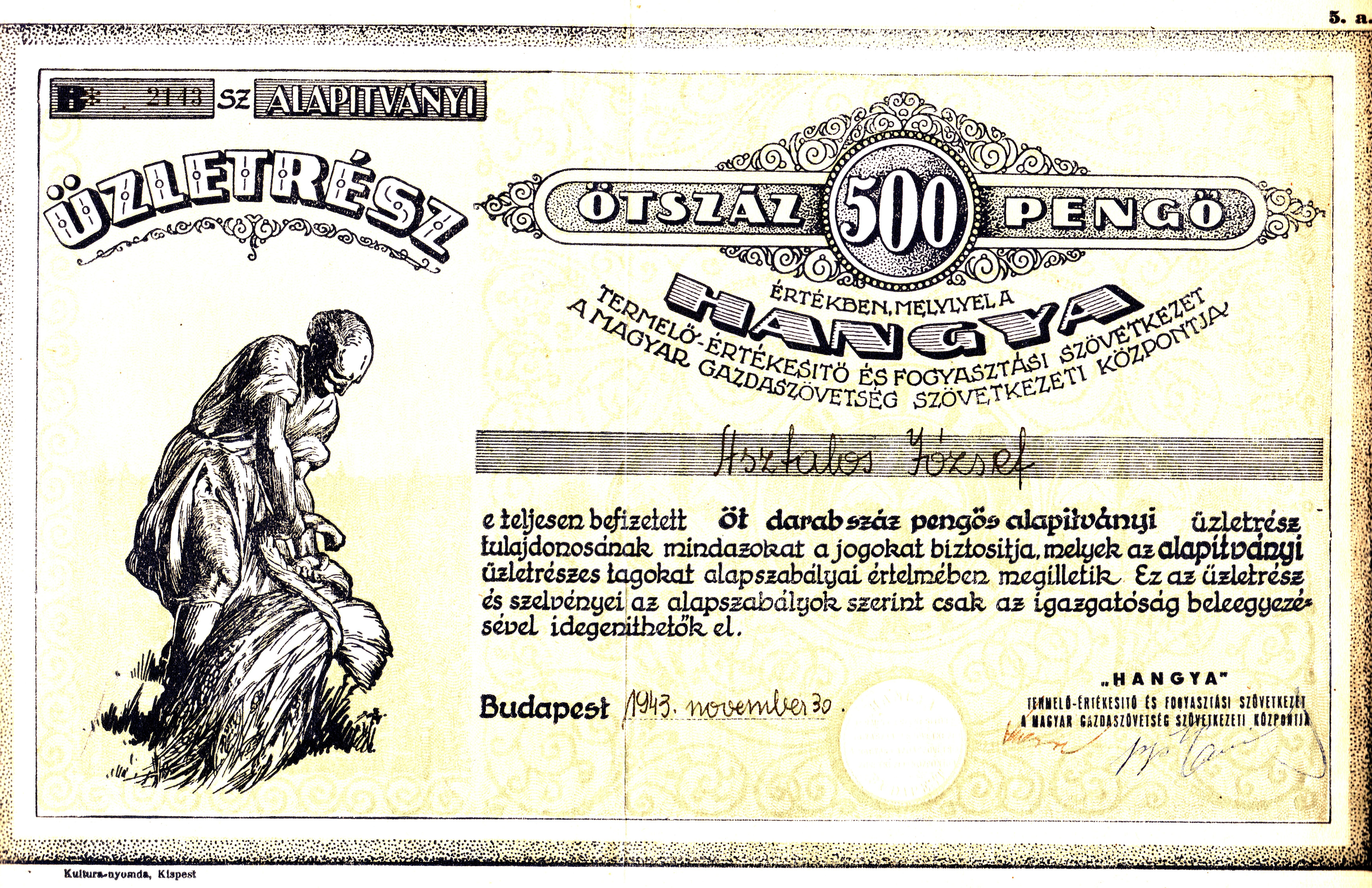

حق المساهم في المحاسبة والاقتصاد (بالإنجليزية: equity ) هو صافي استثمار مساهم في شركة أو مؤسسة اقتصادية. وصافي استثمارات الشركة هو الفرق بين مجموع أصول الشركة ومجموع التزاماتها. ويمثل حق المساهم في شركة مقدار الأسهم التي يمتلكها في الشركة، فإذا كانت التزامات الشركة تزيد عن قيمة أملاكها يكون صافي الاستثمار سالبا negative equity.
عند القيام بمشروع شركة يدفع كل شريك نصيبه من رأس المال . وتصبح له بذلك أحقية في ممتلكات ومكاسب الشركة بنسبة نصيبه في رأس المال . وبلغة المحاسبة، تعتبر أملاك الشركة مالها من رأسمال والتزامات . فإذا دفعت الشركة الالتزامات فإن الباقي هو فائدة المساهمين، أي صافي قيمة الشركة .

## اصل كلمة equity
استخدمت كلمة equity في بعض بلاد أوروبا في الماضي للتعبير عن نظام قانوني تشكل مبادئه العدالة العرفية ويطبق في قضايا المنازعات للتسوية بينهم من دون الرجوع إلى القانون العام المكتوب . ونظام العدالة العرفية أو العدالة المطلقة كما يسميه البعض يرتكز على قواعد وأحكام سابقة وراسخة بين المواطنين، ثم أخذ منها القانون العام لتطبيقها في المحاكم في العصور الحديثة.

## اقرأ أيضا
- تقدير السند
- سند شامل
- سند متسلسل
- درجة الملاءة
- سند الدخل
- بضائع مثلية
- أصول
- رأسمال
- عملة
- وديعة
- حجز مال المدين